# Dovecot (software)
Dovecot je svobodný IMAP a POP3 server pro Linux a další unixové systémy, vytvářený primárně s ohledem na bezpečnost. Vyvíjí ho Timo Sirainen, první verze byla vydána v červenci 2002. Hlavním cílem programu Dovecot je lehkotonážní, rychle a snadno zprovoznitelný poštovní server na bázi svobodného / open source softwaru.

## Vlastnosti
Dovecot může pracovat se standardními poštovními formáty mbox a Maildir, a také s vlastním experimentálním nativním výkonným formátem dbox. Je plně kompatibilní s implementací těchto formátů v serverech UW IMAP a Courier IMAP, stejně tak s klienty pracujícími se schránkami přímo. Obsahuje také mechanismy pro obcházení chyb implementace komunikačních protokolů v poštovních klientech.
Dovecot obsahuje také doručovacího agenta (v dokumentaci nazývaného Local delivery agent) s volitelnou podporou filtrace Sieve. Poštovním serverům Postfix a Exim může sloužit jako autentizační rozhraní (tyto programy tak mohou využívat databáze používané programem Dovecot).
Dovecot podporuje protokol IPv6 a šifrování pomocí SSL a TLS.

### Autentizace a autorizace
Dovecot podporuje tyto mechanismy autentizace uživatelů:
- PLAIN a LOGIN
- CRAM-MD5, DIGEST-MD5 a RPA
- APOP (pro POP3)
- NTLM včetně využití domény Active Directory
- GSS-SPNEGO
- GSSAPI (Kerberos 5)
- ANONYMOUS (anonymní přístup, používá se typicky pro přístup k veřejným IMAP složkám)
- OTP a SKEY (jednorázové heslo)

Konkrétní mechanismy, které bude Dovecot používat, se nastavují v konfiguraci.
Pro kontrolu hesla přihlašovaného uživatele může Dovecot použít (v závislosti na konfiguraci) některou z těchto databází:
- NSS (nejčastěji jde o soubory /etc/passwd a /etc/shadow)
- PAM
- BSDAuth (mechanismus podobný PAM, používá se na systému OpenBSD)
- obecný soubor se syntaxí podobnou /etc/passwd
- VPopMail
- LDAP
- SQL (v současnosti PostgreSQL, MySQL, SQLite)
- CheckPassword (rozhraní implementované původně pro poštovní server qmail)

Informace pro autorizaci přístupu (a případně pro doručování pošty) Dovecot zjišťuje v některé z následujících databází:
- soubor /etc/passwd
- obecný soubor se syntaxí jako /etc/passwd
- NSS
- LDAP
- SQL (PostgreSQL, MySQL, SQLite)
- statická definice (podle šablony)
- VPopMail
- metoda "prefetch" - předpokládá, že se všechny potřebné údaje získaly ji při autentizaci

### Zásuvné moduly
Funkcionalitu programu Dovecot lze rozšiřovat pomocí zásuvných modulů (pluginů). Mezi standardní moduly, které jsou součástí distribučního balíku programu, patří například acl (přístupové seznamy), fts (indexace pro fulltextové vyhledávání) nebo trash (automatické mazání zpráv z koše, když uživatel překročí kvótu). Existují i moduly samostatně poskytované jinými vývojáři.

## Bezpečnost
Autor si zakládá na bezpečném návrhu a implementaci. Nabízí odměnu 1000 EUR tomu, kdo v programu Dovecot najde dálkově zneužitelnou bezpečnostní díru.